# Tribal Tech
Tribal Tech ist der Name einer progressiven Jazz-Fusion-Band aus Los Angeles, Kalifornien, die 1984 von dem Gitarristen Scott Henderson und dem Bassisten Gary Willis gegründet und seitdem geleitet wurde.
Der Musikstil der Band ist im Blues, Jazz, und Rock angesiedelt. Ein wichtiger Einfluss ist auch die Fusionband Weather Report.

## Geschichte
Die frühen Tribal-Tech-Alben (Spears (1985), Dr. Hee (1987), Nomad (1990)) zeichnen sich durch eine große Besetzung mit Saxophon, Flöte, Perkussion, Vibraphon, gelegentlich Steel Drum und lange, ausladende Kompositionen aus. Scott Henderson meint rückblickend auf diesen Alben seine Blueswurzeln verlassen und versucht zu haben, wie ein Jazzgitarrist zu klingen. Er hebt jedoch die Kompositionen und Darbietungen der Musiker positiv hervor.
1991 wurden der Keyboarder Scott Kinsey und der Schlagzeuger Kirk Covington Mitglieder der Band, und Tribal Tech spielte nun als Quartett. Diese Besetzung war zum ersten Mal auf dem Album Illicit (1992) zu hören, blieb auf allen darauffolgenden Tribal-Tech-Alben konstant und gilt als das „klassische“ Line-Up der Band. Ab Illicit begann die Band auch außerhalb von Los Angeles zu touren.
Während der 1990er Jahre entfernte man sich vom durchkomponierten Stil der frühen Alben und gab Improvisationen mehr Raum. Auch wollte man Konzerte dynamischer und abwechslungsreicher gestalten.
Die Stücke des Albums Thick (1999) entstanden schließlich aus Jams im Studio und Songideen, die von den Bandmitgliedern zu den Aufnahmen mitgebracht wurden. Diese Art des Songwritings wurde anschließend auch bei Rocket Science (2000) und X (2012) angewendet.
Nach der Veröffentlichung des Albums Rocket Science im Jahre 2000 löste sich die Band auf und die Bandmitglieder widmeten sich eigenen Projekten. Gary Willis zog außerdem nach Spanien, was die Zusammenarbeit erschwerte. 2012 fand man jedoch für die Aufnahmen des Albums X wieder zusammen und ging auf Tour.
Tribal Tech löste sich 2014 erneut auf. Pläne für ein weiteres Album und ein neues Line-Up der Band mit dem Ex-Miles-Davis-Keyboarder Deron Johnson und dem Schlagzeuger Gergő Borlai wurden verworfen, da unter anderem die Zusammenarbeit aufgrund der unterschiedlichen Wohnorte der Bandmitglieder schließlich doch als zu umständlich und teuer erachtet wurde.

## Diskografie
- 1985: Spears
- 1987: Dr. Hee
- 1990: Nomad
- 1991: Tribal Tech
- 1992: Illicit
- 1993: Face First
- 1994: Primal Tracks (Zusammenstellung älterer Aufnahmen)
- 1994: Reality Check
- 1999: Thick
- 2000: Rocket Science
- 2012: X